# رينيه يورغنسن
رينيه يورغنسن (بالدنماركية: René Jørgensen)‏ (و. 1975  م) هو راكب دراجة هوائية دنماركي، ولد في هرنينغ.

## روابط خارجية
- رينيه يورغنسن على موقع الاتحاد الدولي للدراجات (الإنجليزية)
- رينيه يورغنسن على موقع أرشيف الدراجات (الإنجليزية)
- رينيه يورغنسن على موقع إحصائيات الدراجات الإحترافية (الإنجليزية)
- رينيه يورغنسن على موقع نسبة الدراجات (الإنجليزية)